# Bezirk Freistadt (Schlesien)

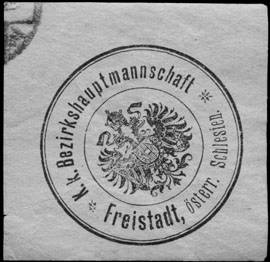
Siegelmarke C.K. Okresní hejtmanství ve Fryštátě / Bezirkshauptmannschaft Freistadt

Der Bezirk Freistadt (tschechisch Politický okres Fryštát, polnisch: Powiat polityczny Frysztat) war ein politischer Bezirk in Österreichisch-Schlesien. Sein Gebiet umfasste Teile vom Teschner Schlesien in den heutigen Staaten Tschechien (Moravskoslezský kraj, Okres Karviná, siehe das Olsagebiet) und Polen (Woiwodschaft Schlesien, fünf Dörfer im Powiat Cieszyński). Sitz der Bezirkshauptmannschaft (tschechisch Okresní hejtmanství ve Fryštátě) war die Stadt Freistadt, heute Fryštát, ein Stadtteil von Karviná in Tschechien. 1920 fiel der Bezirk an die Tschechoslowakei und Polen.

## Geschichte
In den Jahren 1850–1855 gehörte zuerst der Gerichtsbezirk Freistadt zum Bezirk Teschen. Zu dieser Zeit folgte jedoch starke Aufschwung vom Steinkohleabbau westlich der Olsa um Karwin. Der selbständige Bezirk Freistadt entstand im Jahre 1868 und umfasste Gerichtsbezirke Freistadt und Oderberg (der 1850–1855 zum Bezirk Friedek gehörte).
Im Jahre 1880 hatte der Bezirk 40 Gemeinden (23 im Gerichtsbezirk Freistadt, 17 im Gerichtsbezirk Oderberg). Bis 1890 gab es zwei Änderungen: entstand die Gemeinde Muglinau durch die Abtrennung von der Gemeinde Herzmanitz, Ditmarsdorf wurde aus dem Gerichtsbezirk Oderberg nach dem Gerichtsbezirk Freistadt verlegen. Am 1. Januar 1904 wurden 7 Gemeinden des Gerichtsbezirks Oderberg abgetrennt, um neu Gerichtsbezirk Polnisch Ostrau im Bezirk Friedek zu schaffen. 1892 wurde die Gemeinde Wirbitz von Pudlau abgetrennt und unabhängig. 1910 hatte der Bezirk Freistadt eine Fläche von 317 km² und umfasste 34 Gemeinden (24 im Gerichtsbezirk Freistadt sowie 10 im Gerichtsbezirk Oderberg).
Ergebnisse der Volkszählungen von 1880, 1890, 1900 und 1910 in den 34 Gemeinden, die 1910 zum Bezirk gehörten:
|                                         | 1880            | 1890            | 1900            | 1910            |
| --------------------------------------- | --------------- | --------------- | --------------- | --------------- |
| Gerichtsbezirk Freistadt (24 Gemeinden) | 36.736          | 44.456          | 64.056          | 82.086          |
| Polnischsprachig                        | 24.885 (69,5 %) | 33.221 (76,7 %) | 52.545 (84,2 %) | 57.344 (71,2 %) |
| Tschechischsprachig                     | 8.650 (24,2 %)  | 7.747 (17,9 %)  | 6.372(10,2 %)   | 17.748 (22 %)   |
| Deutschsprachig                         | 1.463 (6,2 %)   | 2.313 (5,3 %)   | 3.336 (5,3 %)   | 5.351 (6,7 %)   |
| Gerichtsbezirk Oderberg (10 Gemeinden)  | 14.841          | 17.884          | 29.227          | 39.944          |
| Polnischsprachig                        | 10.487 (77,9 %) | 13.457 (81,7 %) | 19.182 (69,6 %) | 18.118 (47,3 %) |
| Tschechischsprachig                     | 1.516 (11,2 %)  | 1.382 (8,4 %)   | 3.342 (12,2 %)  | 10.355 (27 %)   |
| Deutschsprachig                         | 1,463 (10,9 %)  | 1,635 (9,9 %)   | 4,943 (17,9 %)  | 9,808 (25,6 %)  |

Die Sprachen der Mehrheit der Bevölkerung der Gemeinden in den Jahren 1880 bis 1910 und die Grenzänderungen in den Jahren 1918 bis 1920; rot – Polnisch, grün – Tschechisch, blau – Deutsch

Im Jahre 1910 gab es im Bezirk insgesamt 122.030 Einwohner, davon 106.380 römisch-katholische, 12.534 evangelische, 2.459 jüdische und 657 anderen Glaubens.
Herkömmlich wurde der Bezirk in den Grenzen nach der Ausgliederung des Gerichtsbezirkes Polnisch-Ostrau von sogenannten Schlesischen Lachen (Dolanie) bewohnt, die die Teschener Mundarten sprachen. Wegen der stärkeren Industrialisierung wuchs die Bevölkerung  mehrmals. Die Hauptquelle der Einwanderung war Galizien. 1910 gab es 15.500 (13 %) Einwanderer aus Galizien, weniger als im Bezirk Friedek, 8500 (7,2 %) kamen dagegen aus Böhmen und Mähren. Nach der Religion lebten im Bezirk 106.380 (87,2 %) Römisch-Katholiken, 12.534 (10,3 %) Protestanten, 2459 (0,5 %) Israeliten, 657 waren anderen Glaubens.
1918, nach dem Zusammenbruch der k.u.k. Monarchie, wurde das Gebiet des Bezirks strittig. Nach dem Polnisch-Tschechoslowakischen Grenzkrieg, einer nicht verwirklichten Volksabstimmung sowie der Entscheidung der Botschafterrat der Siegermächte am 28. Juli 1920 fiel das Gebiet zum größten Teil an die Tschechoslowakei ohne Zebrzydowice, Kończyce Małe, Kończyce Wielkie und Kaczyce und Marklowice Górne, die an Polen fielen.

## Ortschaften

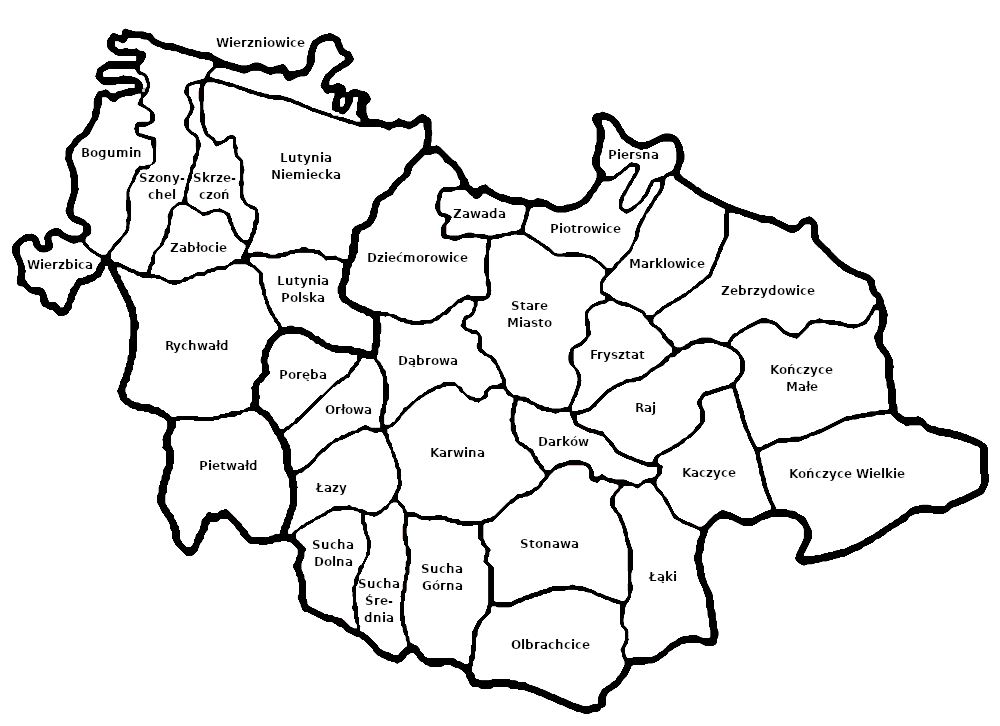
Gemeindegliederung (1910)

Auf dem Gebiet des Bezirks bestanden 1910 die Gerichtsbezirke in Freistadt und Jablunkau, diesen waren folgende Orte zugeordnet:
Gerichtsbezirk Freistadt
1. Albersdorf
2. Altstadt
3. Darkau
4. Dittmannsdorf
5. Dombrau (Marktgemeinde)
6. Freistadt
7. Karwin (Marktgemeinde)
8. Katschitz
9. Gross Kuntschitz
10. Klein Kuntschitz
11. Lazy
12. Lonkau
13. Marklowitz (heute Marklowice Górne in Polen und Dolní Marklovice in Tschechien)
14. Orlau (Marktgemeinde)
15. Petrowitz
16. Piersna
17. Poremba
18. Roj
19. Seibersdorf
20. Steinau
21. Mittel Suchau
22. Nieder Suchau
23. Ober Suchau
24. Zawada

Gerichtsbezirk Oderberg
1. Deutschleuten
2. Oderberg
3. Peterswald
4. Polnischleuten
5. Reichwaldau
6. Schönichel
7. Skrzeczon
8. Wilmersdorf
9. Wirbitz
10. Zablacz